# إلينا هورفات
إلينا هورفات (بالرومانية: Elena Horvat) هي مجدفة رومانية، ولدت في 4 يوليو 1958 في Luizi-Călugăra ‏ في رومانيا.

## وصلات خارجية
- إلينا هورفات على موقع الاتحاد الدولي للتجديف (الإنجليزية)
- إلينا هورفات على موقع الاتحاد الدولي للتجديف (الإنجليزية)
- إلينا هورفات على موقع اللجنة الأولمبية الدولية (الإنجليزية)
- إلينا هورفات على موقع أوليمبيديا (الإنجليزية)
- إلينا هورفات على موقع اللجنة الأولمبية الرومانية (الرومانية)